# Bataillon scout (Estonie)
Le bataillon scout (en estonien: Scoutspataljon) est un bataillon des forces terrestres estoniennes. Il fait partie de la 1re brigade d'infanterie dont il est l'unité de réponse rapide. Le bataillon est actuellement basé à Tapa et est commandé par le lieutenant-colonel Eero Aija.

## Historique

### Guerre d'indépendance estonienne
En novembre 1918, l'entrepreneur américano-estonien et passionné de scoutisme Henry Reissar retourne en Estonie et se tourne vers le ministère de la Défense (alors ministère de la Guerre) avec une proposition de former une unité militaire volontaire, financée par lui-même, afin d'aider à défendre l'Estonie. Ayant reçu cette autorisation, l'unité est formée le 21 décembre 1918, à Viljandi, où les premiers volontaires ont prêté serment dans les ruines du château de Viljandi, Friedrich-Karl Pinka est nommé commandant de l'unité nouvellement formée. Le 3 janvier 1919, l'unité de la taille d'une compagnie est envoyée au front contre l'Armée rouge. Le 23 janvier 1919, une unité de 43 hommes capture la gare de Pikksaare, défendue par 524 soldats de l'Armée rouge. Les Scouts combattent principalement aux côtés des unités de train blindées et s'acquittent bien au combat, manifestant un meilleur moral que les unités de conscrits régulières. Les scouts prennent part à plusieurs batailles majeures, notamment l'attaque contre le fort de Krasnaya Gorka (en) en octobre 1919 et la bataille de Krivasoo (en) en novembre-décembre 1919. Le 1er décembre 1919, le régiment des scouts est formé au sein de la Division des trains blindés.

### 1920–1940
Après la signature du Traité de paix de Tartu, de nombreux militaires sont démobilisés et retournent à la vie civile. De 1921 à 1928, l'unité scouts est réduite en taille et continue à faire partie du 2e, 5e, 6e et 10e régiment d'infanterie. Le 1er octobre 1928, l'unité est rebaptisée Scouts Single Infantry Battalion. Le bataillon est basé à Tallinn, d'où il est transféré à Uuemõisa en 1932. Après l'occupation soviétique en 1940, le bataillon est dissous.

### Depuis 2001
Le bataillon scouts est rétabli le 29 mars 2001 en tant qu’unité entièrement professionnelle. Le bataillon participe activement à des opérations internationales avec d'autres États membres de l'OTAN, de l'Union européenne et des Nations unies, notamment la guerre en Irak et la guerre en Afghanistan. Il est actuellement équipé de Combat Vehicle 90 et de véhicules blindés de transport de troupes Patria Pasi.

## Structure actuelle
Bataillon scout:
- Quartier général du bataillon
  - Compagnie d'infanterie A
  - Compagnie d'infanterie B
  - Compagnie d'infanterie C
  - Compagnie de soutien au combat
  - Compagnie de soutien

## Liste des commandants
- Artur Tiganik (2001–2004)
- Indrek Sirel (2005–2006)
- Aivar Kokka (2006–2009)
- Vahur Karus (2009–2013)
- Andrus Merilo (2013–2016)
- Tarmo Kundla (2016–2019)
- Eero Aija (depuis 2019)